# HD96919
HD96919 — хімічно пекулярна зоря спектрального класу A0, що має видиму зоряну величину в смузі V приблизно  5,1.
Вона  розташована на відстані близько 5528,1 світлових років від Сонця.

## Пекулярний хімічний склад
Зоряна атмосфера HD96919 має підвищений вміст 
Si
.